# エチレンテトラカルボン酸
エチレンテトラカルボン酸(ethylenetetracarboxylic acid)は、化学式がC6H4O8の有機化合物である。

## 合成
ジブロモマロン酸をヨウ化ナトリウムで処理するとエチレンテトラカルボン酸テトラエチルが生成する。これを加水分解するとエチレンテトラカルボン酸が得られる。